# Fraktaltransformation
Fraktaltransformation är en metod, introducerat under senare delen av 1980-talet av Michael Barnsley och Arnaud Jacquin, för att extrahera överflödiga självlikheter i bilder. Tekniken används i exempelvis fraktalkodning. Den största orsaken till att de inte används i större utsträckning är att transformationerna kräver stor datorkapacitet.

## Patent
Många av metoderna är patentskyddade under Amerikanska mjukvarupatentlagar (U.S. patent 4,941,193, 5,065,447, 5,384,867, 5,416,856, and 5,430,812), men får användas fritt för forskningssyfte.